# De Voortrekkers
Pour plus de détails, voir Fiche technique et Distribution.
De Voortrekkers (« Ceux qui vont de l'avant ») est un moyen métrage sud-africain, sorti en 1916, réalisé par Harold M. Shaw sur un scénario co-écrit avec l'historien Gustav Preller. 

## Synopsis
Ce film a été l'une des premières productions de films dramatiques en Afrique du Sud. Il raconte l'histoire des Boers du Grote Trek à la fin des années 1830 et se conclut par une reconstitution de la bataille de 1838 connue sous le nom de bataille de Blood River (« Bataille de la rivière de sang »), où quelques centaines d'Afrikaners avaient vaincu plusieurs milliers de Zoulous.

## Postérité
Ce film fut longtemps un grand classique du cinéma sud-africain. Concernant une période particulièrement conflictuelle de l'histoire de l'Afrique du Sud, il fut particulièrement apprécié par les Afrikaners et tous les descendants des Voortrekkers. Il a bénéficié d'une longue notoriété, non seulement parce que c'était le premier film sud-africain, qui plus est tourné en Afrique du Sud, mais aussi parce qu'il était régulièrement projeté ou diffusé à l'occasion des commémorations de la bataille de Blood River.